# Après la nuit (film, 2019)
Pour plus de détails, voir Fiche technique et Distribution.
Après la nuit est un film roumain réalisé par Marius Olteanu et sorti en 2019. 

## Fiche technique
- Titre : Après la nuit
- Titre original : Monstri.
- Réalisation : Marius Olteanu
- Scénario : Marius Olteanu
- Photographie : Luchian Ciobanu
- Montage : Ion Ioachim Stroe
- Production : Parada Film
- Pays de production :  Roumanie
- Durée : 110 minutes
- Date de sortie : France - 18 décembre 2019

## Distribution
- Judith State : Dana
- Cristian Popa : Arthur
- Alexandru Potocean : le chauffeur de taxi
- Serban Pavlu : Alex

## Sélections
- Berlinale 2019 (Forum)[1]
- Festival du film de Belfort - Entrevues 2019[2]

## Réception
Thierry Chèze, dans Première, salue un film passionnant et un « remarquable travail formel ».